# Srbobran
Srbobran (srpski: Србобран) je grad i općina u južnobačkom okrugu u autonomnoj pokrajini Vojvodini, Srbija.

## Zemljopisni položaj
Nalazi se sa sjeverne strane kanala Dunav – Tisa – Dunav.

## Ime
Na hrvatskom, ovaj grad se zvao Sveti Tomo i Senttomaš. 

Na srpskom, ovaj grad se zove Srbobran (Србобран); u starijim oblicima je i Sentomaš (Сентомаш). Na mađarskom je Szenttamás ili Szrbobran, na rusinskom Србобран, a na njemačkom Thomasberg. 

## Stanovništvo
U gradu živi 13.049 stanovnika. Srbi čine 59,87 %, Mađari 28,38 % i ostali.
Povijesna naseljenost grada je bila:
- 1961.: 14.391
- 1971.: 14.189
- 1981.: 13.596
- 1991.: 12.798

## Poznati stanovnici
Srbobran je rodno mjesto Nándora Giona (1941. – 2002.), jednog od najpoznatijih mađarskih pisaca, koji je veći dio života živio u Vojvodini. U svojim knjigama je opisivao svoj rodni grad za vrijeme tragičnih godina u vrijeme Drugog svjetskog rata.

## Vanjske poveznice
- (srp.) Srbobran Info portal
- (srp.) Srbobran  Arhivirana inačica izvorne stranice od 28. rujna 2007. (Wayback Machine)
- (srp.) Srbobran  Arhivirana inačica izvorne stranice od 1. listopada 2006. (Wayback Machine) (poveznica nije aktivna)
- Fallingrain  Arhivirana inačica izvorne stranice od 5. rujna 2007. (Wayback Machine) Srbobran